# Ángel María Pascual
Ángel María Pascual (Pamplona, 18 de diciembre de 1911-ibíd., 1 de mayo de 1947) fue un periodista, escritor y ensayista español.

## Biografía
Nació en Pamplona el 18 de diciembre de 1911. Licenciado en Derecho y doctorado en Filosofía y Letras, también había estudiado Magisterio junto con solfeo y piano hasta el grado de profesor.
Fue un hombre de amplia y sólida formación humanística, buen conocedor de la historia y con dominio de varios idiomas: el latín, el griego, el francés y el vasco.
En 1925 conoció al clérigo Fermín Yzurdiaga, que le dirigió al periodismo y lo introdujo como tipógrafo y redactor ocasional en El Diario de Navarra. Bajo la influencia del propio Yzurdiaga, se afilió a la Falange tempranamente.
Colaboró en la revista literaria navarra Atalaya (1934-1935), dirigida por Joaquín Arbeloa.
Tras el estallido de la Guerra Civil se alinea con el bando sublevado y pasa a ser uno de los principales colaboradores de Fermín Yzurdiaga Lorca, que, para entonces, se había convertido en un activo propagandista del régimen franquista. Juntos cofundaron Arriba España, que se empezó a imprimir en Pamplona, en los locales de la calle Zapatería que se requisaron a La Voz de Navarra, periódico nacionalista. Se publicó el 1 de agosto de 1936 el primer número. También fue uno de los principales colaboradores de la revista falangista Jerarquía, de la que llegó a ser editor y que se comenzó a editar en Pamplona ese mismo año.
Durante estos años Pascual fue una de las principales figuras de la intelectualidad falangista en Pamplona, y ocuparía importantes puestos en el aparato cultural del Estado franquista. Tras la Guerra Civil fue teniente de alcalde de Pamplona, jefe provincial del Sindicato del Papel, Prensa y Artes Gráficas, presidente de la Asociación de la Prensa y de la Hoja del Lunes de Pamplona.
Colaboró en varios periódicos, como el conservador Diario de Navarra y el falangista Arriba España, que dirigía el propio Fermín Yzurdiaga Lorca. Tras el final de la contienda siguió en Pamplona y colaboró con publicaciones como El Español, Vértice y la revista Pregón. 
Es el autor del soneto Envío, que, con música de Marciano Cuesta Polo, apareció como canción en el Cancionero de la Organización Juvenil Española de 1962.
Falleció el 1 de mayo de 1947, tras una sencilla intervención quirúrgica.

## Obras
- Amadís, Madrid, Espasa Calpe, 1943.
- Don Tritonel de España, Madrid, Ediciones para el bolsillo de la camisa azul, 1944.
- Capital de tercer orden, Versos del amor de disgusto, Pamplona, Aramburu, 1947.
- Catilina, una ficha política, Madrid, Cygnus, 1948.
- San Jorge o la política del dragón, Madrid, Departamento Nacional de Prensa y Propaganda, 1949.
- Glosas a la ciudad, Pamplona, Morea, 1963.
- Silva curiosa de historias, Pamplona, Pamiela, 1987.